# Elizabeth Warren
Elizabeth Ann Warren (nacida Elizabeth Herring; Oklahoma City, 22 de junio de 1949) es una política y académica estadounidense que se desempeña como la senadora senior de los Estados Unidos por Massachusetts desde 2013. Warren fue previamente profesora universitaria especializada en derecho de quiebras. Conocida líder progresista, se ha enfocado en la protección del consumidor, las oportunidades económicas y la red de seguridad social.
Graduada de la Universidad de Houston y de la Facultad de Derecho de Rutgers, enseñó derecho en varias universidades, entre ellas, la Universidad de Houston, la Universidad de Texas en Austin, la Universidad de Pensilvania y la Universidad de Harvard. Fue una de las profesoras más citadas en el campo del derecho mercantil antes de comenzar su carrera política. Es autora de tres libros y coautora de seis, tanto académicos como para una audiencia general.
La incursión inicial de Warren en políticas públicas comenzó en 1995 cuando trabajó para oponerse a lo que luego se convirtió en una ley de 2005 que restringe el acceso a la bancarrota para individuos. Su perfil aumentó debido a sus posiciones enérgicas a favor de regulaciones bancarias más estrictas después de la crisis financiera de 2007-08. Se desempeñó como presidenta del Panel Supervisor Congresal del Programa de Alivio de Activos en Problemas y fue fundamental en la creación de la Oficina de Protección Financiera del Consumidor, de la cual fue su primera Asesora Especial.
En noviembre de 2012, Warren ganó las elecciones al Senado de los Estados Unidos por Massachusetts, derrotando al republicano en ejercicio Scott Brown, convirtiéndose en la primera mujer senadora de Massachusetts. Fue asignada a la Comisión Especial del Senado sobre Adultos Mayores; la Comisión de Banca, Vivienda y Asuntos Urbanos, y la Comisión de Salud, Educación, Trabajo y Pensiones. Warren ganó la reelección por un amplio margen en 2018, derrotando al candidato republicano Geoff Diehl. El 9 de febrero de 2019, en un mitin en Lawrence, Massachusetts, Warren anunció su candidatura para la elección presidencial de Estados Unidos de 2020.

## Biografía
Sus padres Pauline (nacida Reed) y Donald Jones Herring eran de origen humilde. Tuvieron cuatro hijos, Elizabeth es la más pequeña de los hermanos. Los Herring vivían en la ciudad de Oklahoma, donde ella nació. A los 12 años, su padre, que trabajaba de conserje, sufrió un infarto. Los gastos médicos y la reducción de su salario sacudieron la economía familiar y empujaron a su madre a buscar trabajo, lo encontró en los grandes almacenes Sears. Elizabeth Warren a los 13 años empezó a servir mesas en el restaurante de su tía.
Fue una estudiante brillante y a los 16 años perteneció al equipo de debate de su escuela, la Northwest Classen High School. El mismo año logró una beca para la Universidad George Washington. Dejó la universidad a los dos años para casarse a los 19 con Jim Warren, un matemático de la NASA, su novio de la escuela de secundaria. Con él se trasladó a Houston donde en 1970 en la Universidad de Houston se licenció en ciencias de la patología del habla y audiología, convirtiéndose en la primera persona de su familia con título universitario.
Durante un año trabajó como maestra para niños discapacitados en una escuela pública. Después siguió a su marido a Nueva Jersey y en 1971 tuvo su primera hija. Cuando su hija cumplió dos años se matriculó en la Rutgers School of Law–Newark y se especializó en derecho mercantil, de contratos y concursal. Trabajó como asociada de verano en Cadwalader, Wickersham & Taft. Poco antes de su graduación en 1976 quedó embarazada de su segundo hijo. Después de graduarse trabajó en casa redactando testamentos y otros documentos.

### Carrera académica
Inició su carrera académica en 1977-78 en la Rutgers School of Law–Newark y posteriormente ha sido profesora en diversas universidades: University of Houston Law Center (1978-83), Universidad de Texas (1983-87) Universidad de Míchigan (1985). En 1987 se incorporó como profesora a tiempo completo de la Universidad de Pensilvania y obtuvo la cátedra en 1990. Es docente de leyes en la Harvard Law School, desde 1992. En el marco de la crisis financiera de 2008 presidió el comité parlamentario que fiscalizó el TARP. Luchó por la creación de la CFPB, un organismo de protección al consumidor, que fue establecido en virtud de la Ley de Reforma de Wall Street y Protección al Consumidor Dodd-Frank; posteriormente se dedicó a su implementación. Militante desde 1991 a 1996 del Partido Republicano, dicho año cambió su afiliación al Partido Demócrata.

### Trayectoria política
Tras el estallido de la burbuja inmobiliaria y la crisis de 2008, Warren, especialista en este tema, diseñó para el Gobierno de EE. UU. una agencia de protección de los consumidores de productos financieros. El objetivo era limitar los abusos de los bancos sobre los ciudadanos o la repetición de estafas como la de las hipotecas basura.
El 17 de septiembre de 2010 el presidente de EE. UU. Barack Obama la nombró consejera especial para supervisar la creación de una nueva agencia de protección a los consumidores. Ella debía presidir esta agencia, pero Obama acabó inclinándose por otro candidato.

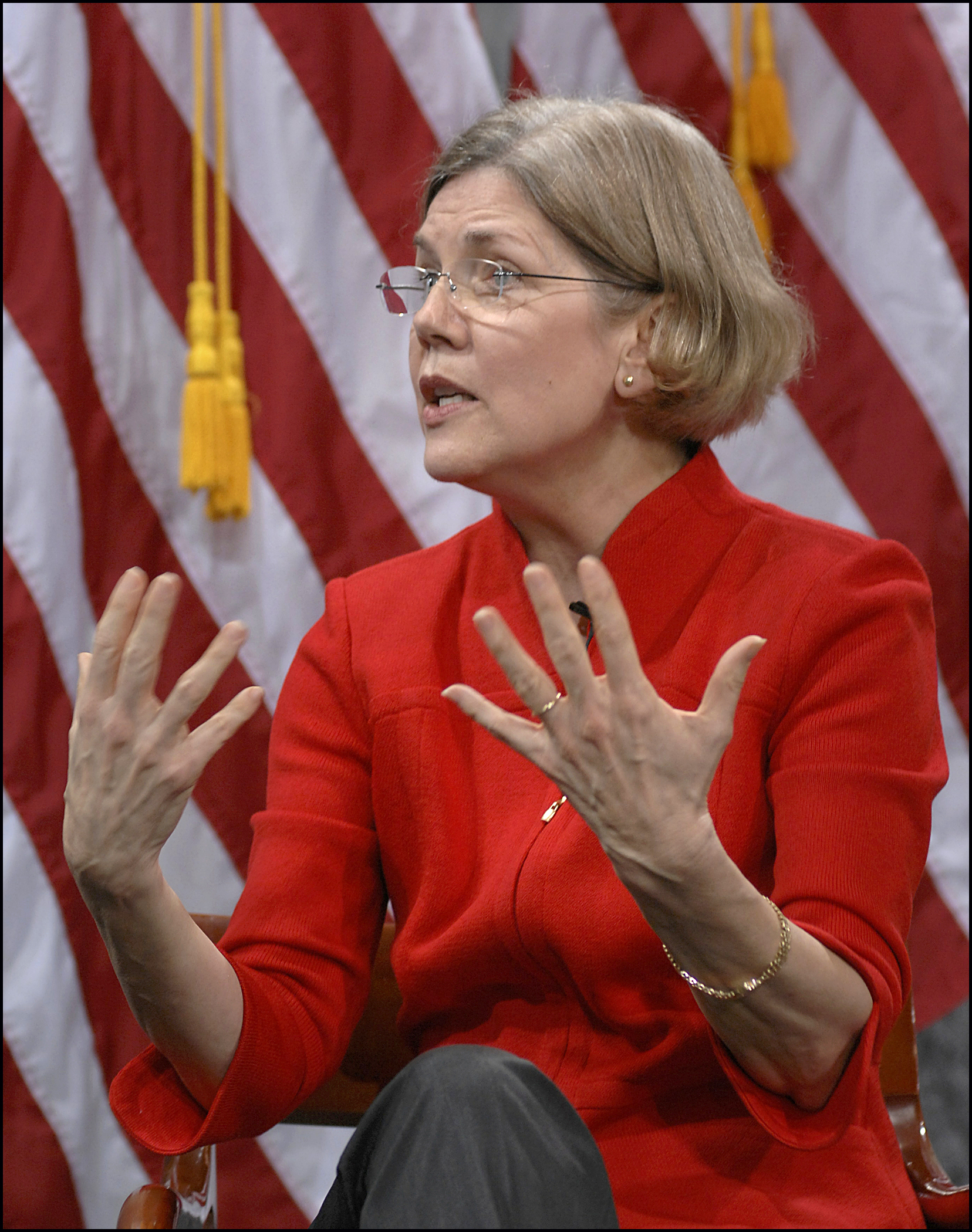
Warren en el simposio "Mujeres en finanzas" en marzo de 2010.

En septiembre de 2011 se anunció su candidatura al Senado de los Estados Unidos, desafiando a Scott Brown.
En 2012 durante la campaña fue acusada de haber falseado su currículum incluyendo que tenía linaje indígena cuando se postuló en la Universidad de Harvard y se le exigió que demostrara que era cierto. Warren dedicó un capítulo de un libro que escribió después –A Fighting Chance– a esta controversia. Explicó que "todos sus familiares maternos, tías, tíos y abuelos, hablaron abiertamente sobre sus ancestros nativos" "Mis hermanos y yo crecimos escuchando historias sobre que nuestro abuelo construyó escuelas y la vida de nuestros abuelos en el territorio indígena", agregó en el libro, molesta por las críticas a sus padres fallecidos.
Finalmente resultó elegida y asumió su escaño en enero de 2013.
La revista Time la describió como "el nuevo Sheriff de Wall Street" cuando impulsó la creación de la Oficina de Protección Financiera del Consumidor, una agencia que puso al descubierto las trampas y los trucos de los bancos en hipotecas y tarjetas de crédito. Se hizo célebre su frase: "Si usted no tiene un asiento en la mesa, probablemente esté en el menú". 
En 2016 durante la carrera electoral presidencial analistas y estrategas demócratas plantearon su nombre como posible candidata a la vicepresidencia de Estados Unidos acompañando a Hillary Clinton. El candidato republicano Donald Trump avivó la polémica surgida en 2012 sobre los ancestros indígenas de la senadora al llamarla "Pocahontas" después de que ella alertara a los votantes de la peligrosidad de las políticas de Trump. El 10 de junio de 2016 anunció públicamente su apoyo a la candidatura de Hillary Clinton.
El 31 de diciembre de 2018 anunció la formación de un comité exploratorio con respecto a candidatura para la presidencia en 2020.
El 10 de febrero de 2019 anunció oficialmente su candidatura a la presidencia de Estados Unidos en un acto celebrado en Lawrence (Massachusetts). Al acto asistieron el senador Ed Markey, que acaba de presentar un amplio plan para contrarrestar el cambio climático, y el miembro de la Cámara de Representantes Joe Kennedy III, de la familia de los Kennedy. El Presidente Trump reaccionó al llamarla de nuevo “Pocahontas” y recordando la polémica sobre sus ancestros indígenas.
El 5 de marzo de 2020 abandonó las primarias presidenciales del Partido Demócrata tras no haber conseguido ganar en ninguno de los estados que habían votado hasta esa fecha. No ha expresado su apoyo a ninguno de los candidatos restantes.

## Vida personal
Se casó a los 19 años con Jim Warren, ingeniero de la NASA con el que tuvo dos hijos, Amelia y Alexander y del que se divorció en 1978. En 1980 se casó con Bruce Mann, profesor de derecho, pero decidió mantener el apellido Warren.

## Publicaciones
Selección de artículos
- 'Bankruptcy Policy' (1987) 54(3) The University of Chicago Law Review 775-814
- 'The Untenable Case for Repeal of Chapter 11' (1992) 102(2) The Yale Law Journal 437-479 73
- 'Bankruptcy Policymaking in an Imperfect World (1993) 92(2) Michigan Law Review 336-387
- 'The Bankruptcy Crisis' (1997–1998) 73 Indiana Law Journal 1079
- 'Principled Approach to Consumer Bankruptcy' (1997) 71 American Bankruptcy Law Journal 483
- 'Financial Characteristics of Businesses in Bankruptcy' (1999) Am. Bankr. L.J. 499 (with JL Westbrook)
- 'Illness and Injury as Contributors to Bankruptcy' (2005) SSRN (with DU Himmelstein, D Thorne and SJ Woolhandler)
- 'The Success of Chapter 11: A Challenge to the Critics' (2009) 107 Michigan Law Review 603 (with JL Westbrook)
- 'Medical Bankruptcy in the United States, 2007: Results of a National Study,' (2008) American Journal of Medicine (with DU Himmelstein, D Thorne and SJ Woolhandler)

Libros
- Warren, Elizabeth; Westbrook, Jay Lawrence (2008). The Law of Debtors and Creditors: Text, Cases, and Problems (6th edición). Aspen Publishers. ISBN 978-0-7355-7626-1.
- Warren, Elizabeth (2008). Chapter 11: Reorganizing American Businesses (Essentials). Aspen Publishers. ISBN 978-0-7355-7654-4.
- Lopucki, Lynn; Warren, Elizabeth (2008). Chapter 11: Secured Credit: A Systems Approach. Wolters Kluwer Law & Business.
- Warren, Elizabeth (2007). «The Vanishing Middle Class».  En Edwards, John, ed. Ending Poverty in America: How to Restore the American Dream. The New Press. ISBN 978-1-59558-176-1.
- Lopucki, Lynn; Warren, Elizabeth; Keating, Daniel; Mann, Ronald; Goldenberg, Norman (2006). Casenote Legal Briefs: Commercial Law. Aspen Publishers. ISBN 978-0735558274.
- Warren, Elizabeth; Tyagi, Amelia Warren (2006). All Your Worth: The Ultimate Lifetime Money Plan. Simon and Schuster. ISBN 978-0-7432-6988-9.
- Warren, Elizabeth; Tyagi, Amelia Warren (2004). The Two-Income Trap: Why Middle-Class Parents are Going Broke. Basic Books. ISBN 978-0-465-09090-7.
- Sullivan, Teresa A.; Warren, Elizabeth; Westbrook, Jay (2001). The Fragile Middle Class: Americans in Debt. Yale University Press. ISBN 978-0-300-09171-7.
- Sullivan, Teresa A.; Warren, Elizabeth; Westbrook, Jay (1999). As We Forgive Our Debtors: Bankruptcy and Consumer Credit in America. Beard Books. ISBN 978-1-893122-15-4.